# Hildegard Falck
Hildegard Falck (dekliški priimek Janze), nemška atletinja, * 8. junij 1949, Nettelrede, Zahodna Nemčija.
Nastopila je na olimpijskih igrah leta 1972, kjer je osvojila naslov olimpijske prvakinje v teku na 800 m in bronasto medaljo v štafeti 4×400 m. V slednji disciplini je osvojila še srebrno medaljo na evropskem prvenstvu leta 1971. 11. julij 1971 je postavila nov svetovni rekord v teku na 800 m s časom 1:58,5, veljal je dve leti.